# Caramany (AOC)
Pour la commune, voir Caramany.
Le caramany, ou côtes-du-roussillon-villages Caramany, est un vin produit sur les communes de Caramany, Cassagnes et Bélesta, dans le département des Pyrénées-Orientales.
Aux côtés des latour-de-france, lesquerde et tautavel, il s'agit d'une des quatre dénominations géographiques au sein de l'appellation d'origine contrôlée côtes-du-roussillon-villages, localisée dans le Nord du département des Pyrénées-Orientales, autour de la vallée de l'Agly.

## Histoire

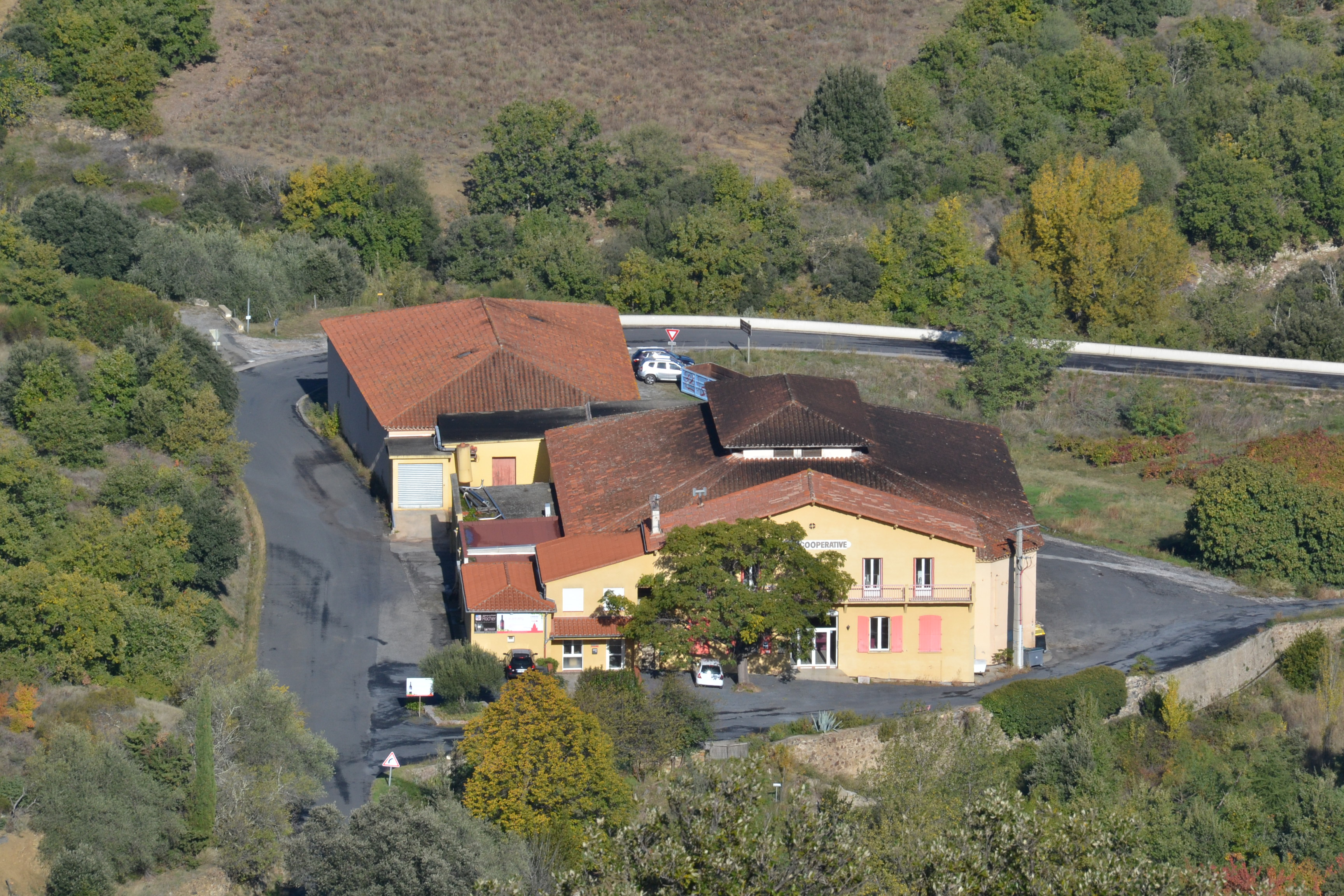
La cave coopérative de Caramany.

## Géographie

### Localisation
L'appellation se répartit sur les territoires communaux de Bélesta, Caramany et Cassagnes, en majeure partie en rive droite de l'Agly qui à cet endroit remplit le réservoir de barrage de Caramany. Les vignes s'étagent approximativement entre 130 et 500 mètres d'altitude.